# Atelopus franciscus
Atelopus franciscus es una especie de anfibio de la familia Bufonidae.
Es endémica de Guayana Francesa.
Su hábitat natural incluye bosques tropicales o subtropicales secos y a baja altitud y ríos.